# Smarano
Smarano (Smaràn in noneso) è una frazione del comune di Predaia, nella provincia di Trento.
Fino al 31 dicembre 2014 ha costituito un comune autonomo, che confinava con i comuni di Coredo, Sfruz e Tres. Il comune è stato soppresso il 1º gennaio 2015 per costituire, mediante fusione con i comuni di Coredo, Taio, Tres e Vervò, il nuovo comune di Predaia.
Si trova sul versante orientale della Val di Non, a poco meno di mille metri di altitudine sul livello del mare, in una singolare fetta di terra compresa tra i boschi a monte e i frutteti a valle, al centro dell'altopiano della Predaia. La sua singolarità risiede tanto nella sua vocazione rurale - l'agricoltura e l'allevamento sono le attività prevalenti - quanto nella particolare conformità del suo territorio, dove boschi verdi di conifere si alternano a prati verdi, un tempo pascoli per le madrie all'alpeggio, oggi anche luogo eletto per riposanti passeggiate immersi nella natura.
Il clima di Smarano è temperato per effetto dell'ampiezza della Val di Non che per lunghe ore ogni giorno è riscaldata dal sole, sia per l'effetto termoregolatore del grande bacino di Santa Giustina che riempie il fondovalle.
Sono ancora fonte di discussione le recenti misurazioni dell'altitudine s.l.m. di Smarano che riportano 1.011 metri, in contrasto con la precedente rilevazione di 998 m s.l.m.
Si è ipotizzato che le cause di questa variazione altimetrica così notevole possano essere ricondotte ad un innalzamento geologico del nucleo storico di Smarano dovuto all'accrescimento della falda acquifera sottostante la piazza del paese, riempitasi oltremodo dalle frequenti e elevate nevicate durante l'inverno 2008-2009.

## Storia
Nel secolo precedente la conquista delle Alpi da parte di Roma, il territorio di Smarano era parte dell'area alpina centrale ove erano stanziate popolazioni gallo retiche. In seguito alla dominazione romana, l'abitato entrò nel sistema politico amministrativo e nella  cultura imperiale. 

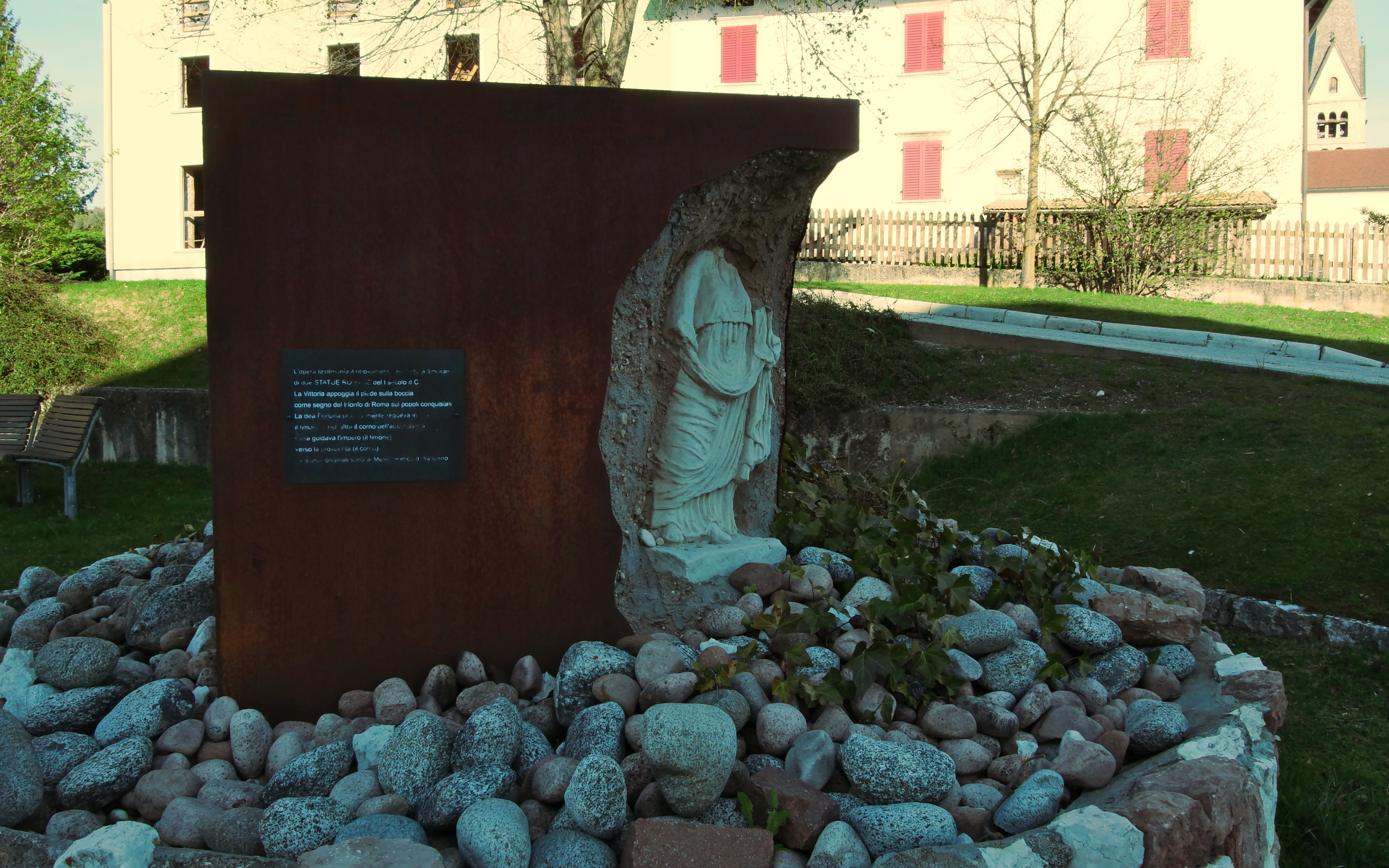
Calco statua della Vittoria Alata a Smarano

Infatti nell'agosto del 1982, nel corso di lavori di uno scavo stradale fra la chiesa di S. Maria Assunta e quello che ancora allora era il municipio di Smarano, furono trovate due statue in marmo di epoca imperiale, purtroppo non intere. Sono le uniche statue di età romana di grandi dimensioni trovate in Valle di Non. Una raffigura probabilmente la parte inferiore di una Vittoria del tipo della  Vittoria alata di Brescia, mentre l'altra potrebbe forse essere identificata come una raffigurazione della dea Fortuna.

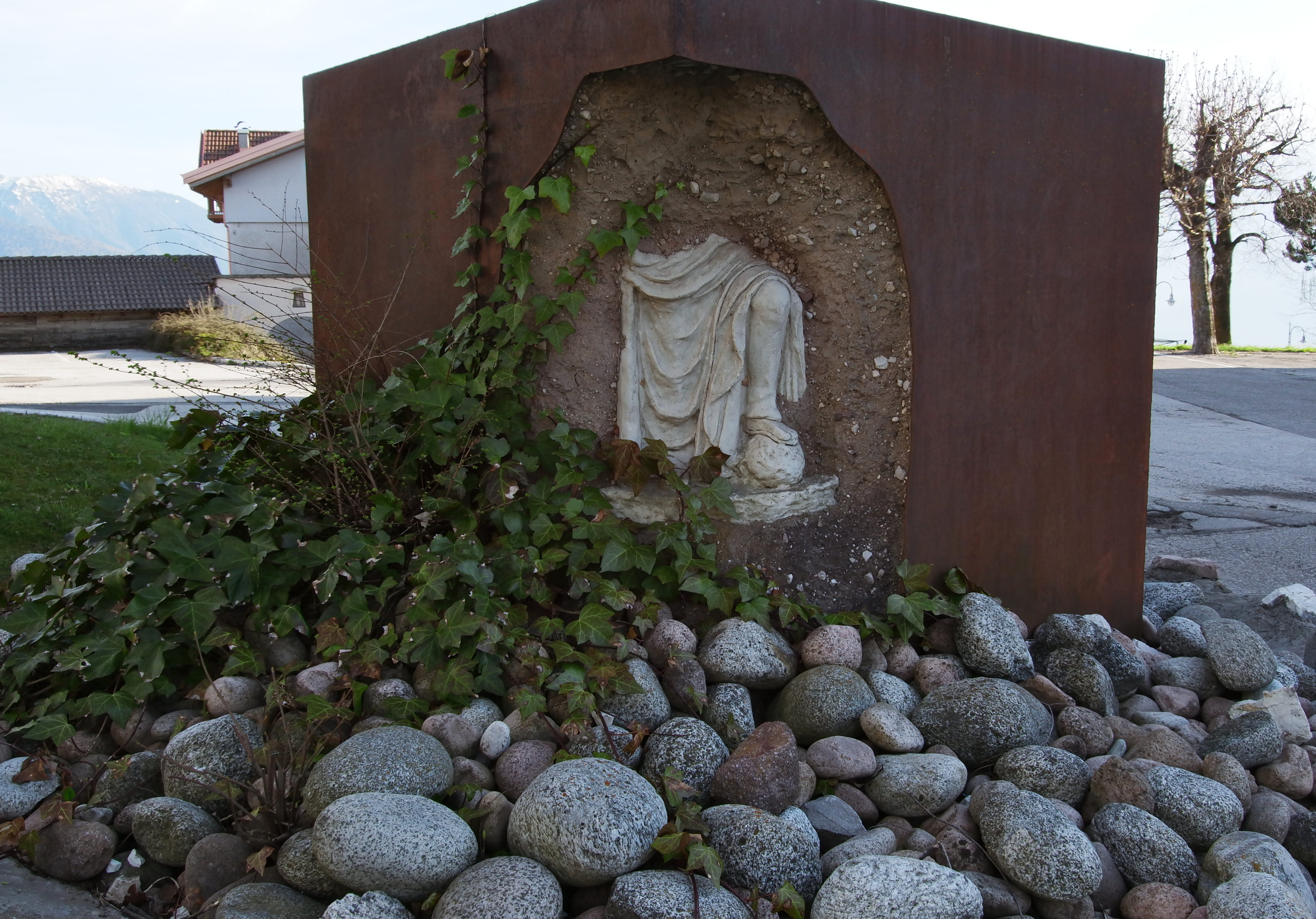
Calco statua della Fortuna a Smarano

Le due statue sono state portate a Smarano da Ezani nell'antica Grecia, oggi in Turchia, e dunque sono testimonianza della profonda romanizzazione, elevato grado di cultura e integrazione raggiunta dalla popolazione di Smarano in epoca imperiale romana. Oggi sono esposte al Museo Retico di San Zeno.

### Simboli
Stemma

Vecchio stemma comunale

Lo stemma e il gonfalone del comune di Smarano erano stati approvati con D.G.P. del 3 febbraio 1989 n. 1226.
Gonfalone
Il gonfalone non è mai stato utilizzato.

## Monumenti e luoghi d'interesse
- Chiesa di Santa Maria Assunta

## Società

### Evoluzione demografica
Abitanti censiti

### Ripartizione linguistica
Nel censimento del 2001, 108 abitanti del comune si sono dichiarati "ladini".

## Amministrazione
| Periodo        | Periodo         | Primo cittadino  | Partito      | Carica  | Note |
| -------------- | --------------- | ---------------- | ------------ | ------- | ---- |
| 17 maggio 2010 | 1º gennaio 2015 | Daniele Brentari | lista civica | Sindaco |      |